# Sân bay quốc tế Bahías de Huatulco
Sân bay quốc tế Bahías de Huatulco (IATA: HUX, ICAO: MMBT) là một sân bay quốc tế tại Huatulco, Oaxaca, México ven biển Thái Bình Dương. Sân bay này kết nối các tuyến hàng không nội địa và quốc tế cho bờ biển phía nam của thành phố Oaxaca.

## Các hãng hàng không và các tuyến điểm

### Nội địa
- Interjet (Toluca) [bắt đầu ngày 18 tháng 6 năm 2008]
- Magnicharters (Ciudad Mexico)
- Mexicana
  - Click Mexicana (Thành phố Mexico)
- Viva Aerobus (Monterrey) [bắt đầu ngày 1 tháng 8]

### Quốc tế
- Continental Airlines
  - Continental Express của hãng ExpressJet Airlines (Houston-Intercontinental)

### Các hãng bay thuê bao
- Apple Vacations Lưu trữ ngày 16 tháng 4 năm 2008 tại Wayback Machine của hãng Frontier Airlines (Denver) [bay thuê bao cuối tuần]
- Ryan International Airlines (Milwaukee [bay thuê bao theo mùa])
- Skyservice (Calgary, Edmonton, Montreal, Toronto-Pearson, Vancouver, Winnipeg) Lưu trữ ngày 6 tháng 5 năm 2007 tại Wayback Machine
- Sunwing Airlines (Calgary, Toronto-Pearson, Vancouver)
- USA3000 Airlines (Chicago-O'Hare [bay thuê bao công cộng], Cleveland [bắt đầu năm 2009], Philadelphia [bắt đầu năm 2009])